# VSL Catena
De Vereniging voor Studerenden te Leiden Catena (gebruikelijk afgekort tot VSL Catena of Catena) is een studentenvereniging in de Nederlandse stad Leiden.

## Karakteristieken
Catena is een van de vijf grote studentenverenigingen van Leiden. Lidmaatschap van de vereniging staat open voor iedereen, voor zowel HBO en Universitair als MBO studenten
De vereniging kent geen ontgroening of andere verplichtingen. Lid worden kan niet slechts aan het begin van het collegejaar, tijdens of kort na de EL CID, maar het hele jaar door. Ook kent het, in tegenstelling tot de andere grote Leidse verenigingen, geen verbanden in de vorm van disputen of jaarclubs.
Sinds 2016 schommelt het ledenaantal tussen de 1000 en 1100.

## Geschiedenis

### Civitas
Naar aanleiding van de Tweede Wereldoorlog ontstond in Nederland de zogenaamde doorbraakgedachte: Door de ontberingen was Nederland sterker en als één natie uit de oorlog gekomen. In het kader van deze doorbraakgedachte werd ook bijvoorbeeld de PvdA opgericht. Ook in de studentenwereld bestond dit idee dat algemeen als de Civitas-gedachte werd aangeduid.
Voor studenten hield dit in dat de enige andere gezelligheidsvereniging, te weten Unitas, zichzelf ophief en dat de confessionele verenigingen hun activiteiten op het gebied van gezelligheid en algemene vorming staakten. Het verenigingsleven was niet gemengd en speelde zich af binnen het Leidsch Studenten Corps en de Vereeniging van Vrouwelijke Studenten te Leiden. Voor de gezelligheid ging men naar de sociëteit Minerva (waar LSC en VVSL al eerder kwamen), voor de vorming ging men naar de eigen (sub-)vereniging.
De behoefte aan een alternatieve gezelligheidsvereniging werd in Leiden steeds sterker. Ook van buiten Leiden kwam ondersteuning voor een dergelijk initiatief. Een belangrijke bijdrage aan het gedachtegoed van de groep mensen die uiteindelijk Catena zou oprichten werd geleverd door een aantal personen afkomstig uit de Landelijke Federatie van Unitates en Bonden.

### Oprichting & erkenning
11 februari 1952 werd in Café de Valk te Leiden de naam Societas Studiosorum Academiæ Lugduno Batavorum cui symbolum “Catena” voor de nieuwe vereniging gekozen. Op 20 augustus 1954 werden de statuten van de vereniging koninklijk erkend. Als oprichtingsdatum wordt 7 mei 1952 gehanteerd. Op deze datum wordt ook ieder jaar de DIES gevierd.
De jonge vereniging had aanvankelijk te kampen met tegenstand van de Senaat van de Universiteit Leiden en van het consilium van Pro Civitate, de behoeders van de Civitas-gedachte. De oprichters van Catena verklaarden volledig achter de civitas-gedachte te staan, maar niet achter de constructie die daaraan hing. De oprichting van Catena werd dan ook als vijandige daad gezien; Het consilium vond dat nog niet alle mogelijkheden van het Corps uitgeput waren.
Catena kreeg in deze beginperiode veel steun van de Federatie van Unitates en Bonden. Begin 1956 kreeg de vereniging daarin de status van waarnemer en twee jaar later werd zij volwaardig lid.
Op 8 juli 1960 erkende de Senaat van de Universiteit Catena en een jaar later kwam ook de erkenning door het consilium van Pro Civitate. Het lidmaatschap van Catena was vanaf de oprichting alleen open voor mannen. In 1963 besloot een aantal van leden van de VVSL de overstap te maken naar Catena, sindsdien is het een gemengde vereniging.

### Verloop ledenaantal
Catena groeide naar 300 leden en kocht in 1960 haar eerste pand. Tussen 1962 en 1969 steeg het aantal leden verder naar bijna 1000 leden.
Tezamen met deze groei vonden de politieke omwentelingen van de jaren zestig plaats. Veelal vormden zich twee kampen: de senaat als linkervleugel en het sociëteitsbestuur als rechtervleugel. De linkervleugel binnen Catena wist na 1968 uiteindelijk de rechter te overvleugelen.
Catena verhuisde in 1972 naar een ander pand aan de Kolfmakerssteeg. Daarvoor was het ledenaantal al van 1000 naar 200 gedaald en daarna tot het dieptepunt van naar schatting 100 leden.
In 1990 verdubbelde het ledenaantal van 100 tot 200 en na de verbouwing van 1998 tot en met 2000 groeide Catena weer tot inmiddels tegen de 800 leden. Sinds de coronaperiode (2020/2021) schommelt het aantal leden rond de 1000.
| Jaar | Inschrijvingen | Ledenaantal |
| ---- | -------------- | ----------- |
| 2024 | 88             |             |
| 2023 |                |             |
| 2022 |                |             |
| 2021 |                |             |
| 2020 |                |             |
| 2019 | 64             |             |
| 2019 | 94             |             |
| 2018 | 112            | 1067        |
| 2017 | 92             |             |
| 2016 | 112            |             |
| 2015 | 109            |             |
| 2014 | 121            |             |
| 2013 | 102            |             |
| 2012 | 136            |             |
| 2011 | 94             |             |
| 2010 | 116            | 770         |

## Externe structuur
Catena maakt met zusterverenigingen uit andere studentensteden deel uit van het Zeus-verbond, een afkorting van Zusterlijke Eenheid Uit Saamhorigheid.
In 2018 hebben leden van Catena een gratis festival in park Matilo georganiseerd dat duurzaamheid promootte genaamd Basil Catena Open air. Dit is sindsdien een jaarlijkse gelegenheid.

## Oud-leden
- Maarten Biesheuvel, schrijver
- Thomas Blondeau, schrijver
- Stef van Buuren, statisticus
- Folkert Jensma, journalist